# NGC 7252
NGC 7252, surnommée les Atomes pour la paix, est une très vaste galaxie lenticulaire située dans la constellation du Verseau. NGC 7252 a été découverte par l'astronome germano-britannique William Herschel en 1785.

## Description
La vitesse de NGC 7252 par rapport au fond diffus cosmologique est de 4 484 ± 22 km/s, ce qui correspond à une distance de Hubble de 66,1 ± 4,6 Mpc (∼216 millions d'al).
NGC 7252 présente une large raie HI et renferme des régions d'hydrogène ionisé (HII). Elle figure également dans l'atlas des galaxies particulières d'Halton Arp sous la cote Arp 226.
À ce jour, seule une mesure non basée sur le décalage vers le rouge (redshift) donne une distance d'environ 57,200 Mpc (∼187 millions d'al), ce qui est à l'extérieur des valeurs de la distance de Hubble. Notons que c'est avec la valeur moyenne des mesures indépendantes, lorsqu'elles existent, que la base de données NASA/IPAC calcule le diamètre d'une galaxie et qu'en conséquence le diamètre de NGC 7252 pourrait être d'environ 112,2 kpc (∼366 000 al) si on utilisait la distance de Hubble pour le calculer.

## Fusion galactique
NGC 7252 est issue d'une fusion de deux galaxies, d'où sa morphologie particulière et chaotique. Leur collision aurait débuté il y a près d'un milliard d'années et on pense que les galaxies originelles étaient toutes deux de type spirales,.
Aujourd'hui, telle qu'NGC 7252 est observée, le processus de fusion s'achève, les deux noyaux galactiques de chacune des galaxies originelles ayant probablement fini par fusionner en un seul. Le bulbe de la galaxie est entouré de grandes boucles, formées d'étoiles et de gaz éjectés lors de la collision, tout comme les deux longs panaches semblants s'échapper de NGC 7252. Ces deux vastes structures, appelées queues de marée, s'étendent sur environ 500 000 années-lumière. Il est possible que ces dernières se fragmentent au fil du temps et deviennent de potentielles galaxies naines.
Le centre de la galaxie actuelle est dominé par une large structure en forme de spirale d'un diamètre d'environ 10 000 années-lumière. Ce disque de poussière, subissant une intense vague de formation stellaire, aura totalement disparu d'ici un avenir lointain, la galaxie devant évoluer vers une forme définitive, sans doute celle d'une vaste galaxie elliptique,.
En 2002, les observations dans le domaine des rayons X par le télescope spatial ASCA supposent l'hypothèse d'une activité nucléaire ou de la présence d'un trou noir intermédiaire dans NGC 7252.

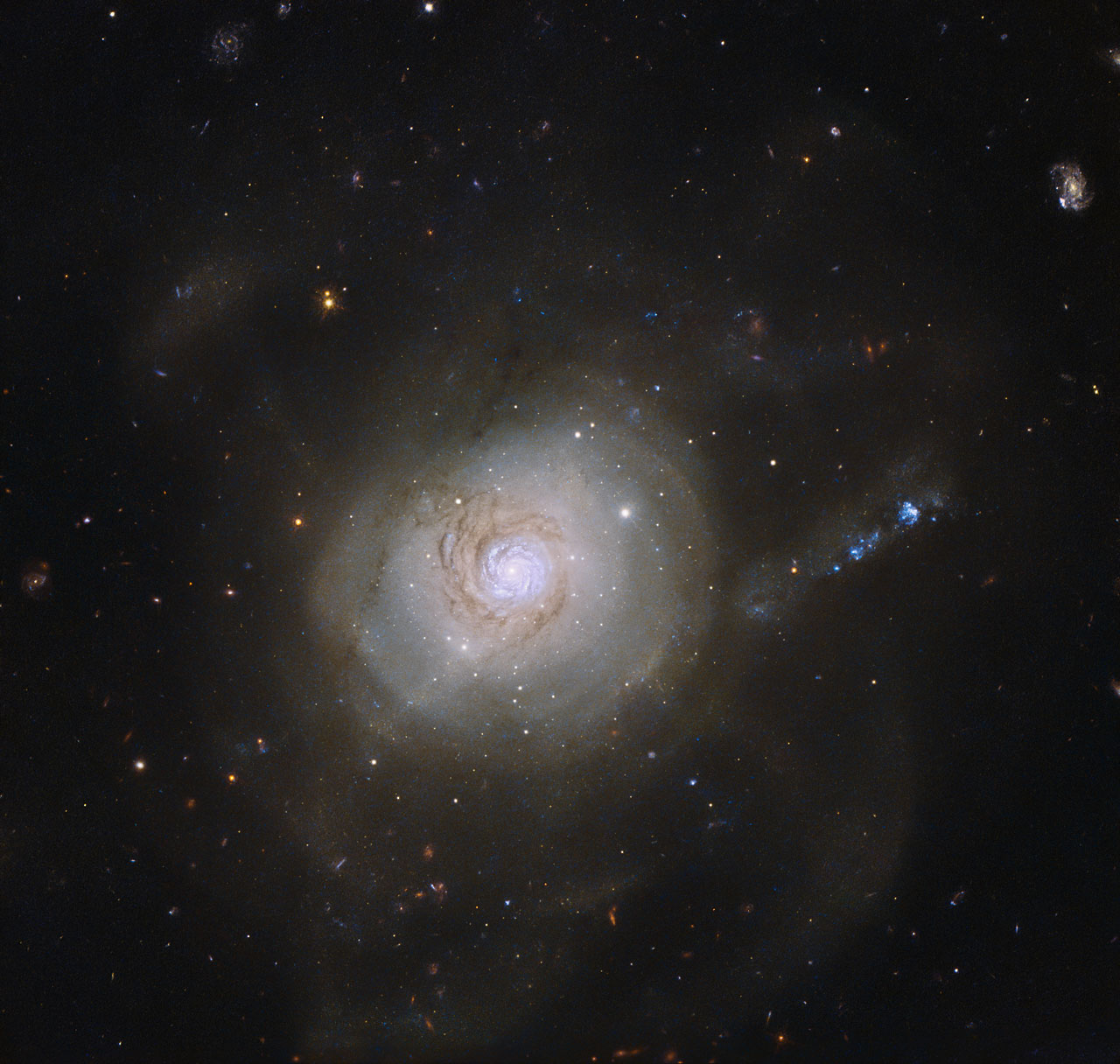
Vue globale de la région centrale de NGC 7252, imagée par le télescope spatial Hubble. Le disque de poussière en forme de spirale est bien visible, avec un anneau de formation d'étoiles.
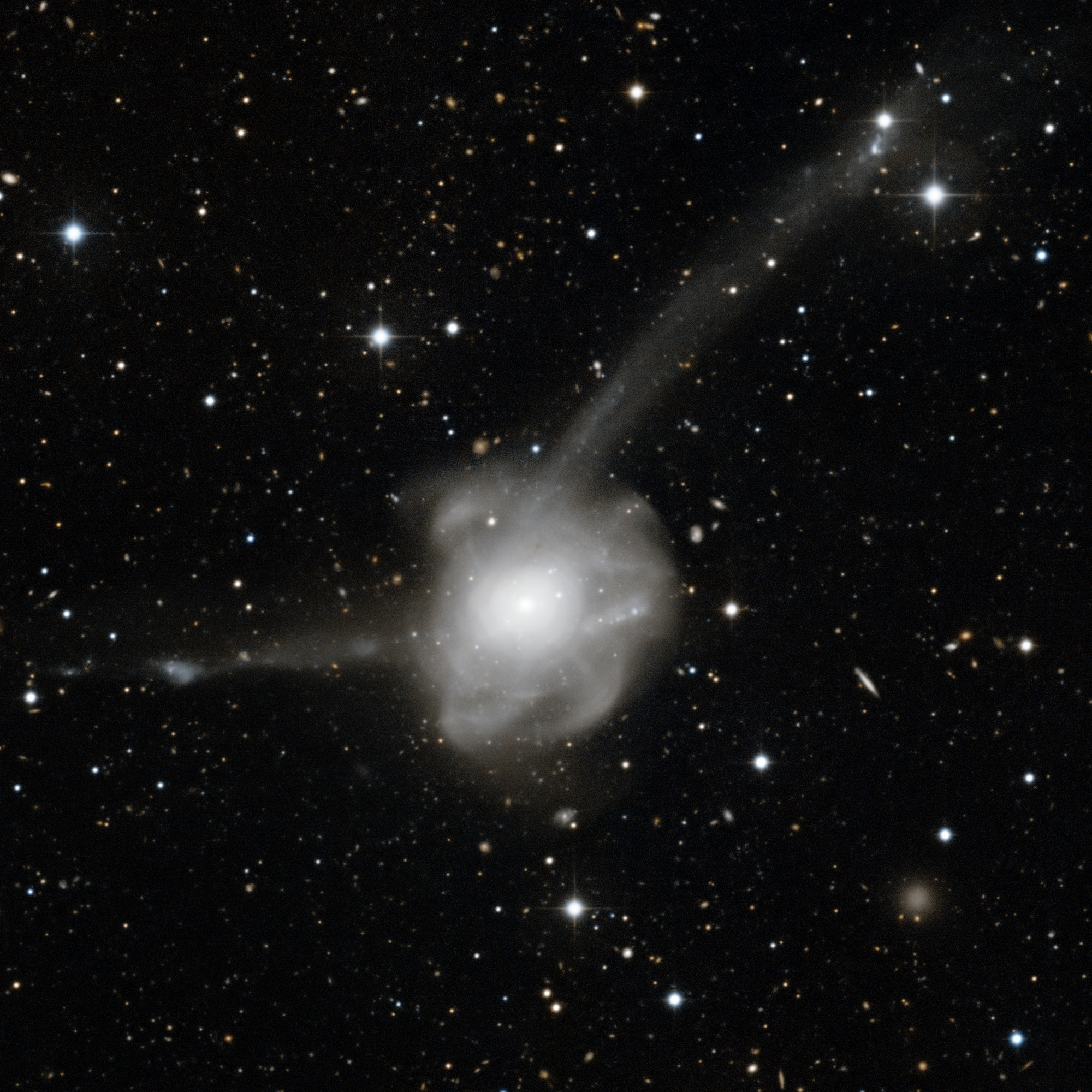
Cette image captée à l'observatoire de La Silla montre les très longues traînées de la galaxie, traînées qui viennent probablement de la fusion des galaxies qui ont donné naissance à NGC 7252.

### Formation stellaire
Comme dans la plupart des systèmes de galaxies en interaction ou en cours de fusion, NGC 7252 présente un taux de formation d'étoiles accrue. Les observations par le télescope spatial Hubble ont notamment révélé la présence de nombreux et jeunes amas stellaires au sein de NGC 7252, que l'on pense être de jeunes amas globulaires en cours de formation.
Un amas d'étoiles, baptisé W3, attire plus particulièrement l'attention des chercheurs. Ce dernier est en effet très massif (d'une masse estimée à 8 ± 2×106 M☉), présente une morphologie très compacte et un rayon effectif égale à environ 17,5 pc (∼57,1 al). Son âge est estimé entre 300 et 500 millions d'années. W3 est aussi l'amas stellaire le plus lumineux jamais observé à ce jour et on pense qu'il pourrait en fait s'agir d'une jeune galaxie naine ultra compacte (UCD). Un second amas stellaire aux propriétés similaires à W3 fut également découvert. Celui-ci est baptisé W30.

## Atomes pour la paix (origine du nom)
Le surnom donné à NGC 7252, les Atomes pour la paix, provient d'une part de sa ressemblance à un noyau atomique entouré des orbites de ses électrons (marqués par les boucles de gaz et de poussière, voir section ci-dessus "Fusion galactique"), mais également et surtout en hommage à un discours du président américain Dwight D. Eisenhower, en 1953. Ce discours préconisait l'utilisation de l'énergie nucléaire à des fins pacifiques.

## Groupe de NGC 7285
Selon A. M. Garcia, NGC 7252 est membre du groupe de NGC 7285. Ce groupe de galaxies renferme au moins sept membres. Les autres galaxies du groupe sont NGC 7225, NGC 7284, NGC 7285, ESO 467-23, ESO 467-27 et ESO 533-25.